# Heiltz-l’Évêque
Heiltz-l’Évêque település Franciaországban, Marne megyében. Lakosainak száma 278 fő (2022. január 1.). Heiltz-l’Évêque Bignicourt-sur-Saulx, Le Buisson, Changy, Val-de-Vière, Jussecourt-Minecourt, Outrepont, Ponthion, Vavray-le-Grand és Vavray-le-Petit községekkel határos.

## Népesség
A település népességének változása:
| Lakosok száma | 477  | 369  | 301  | 272  | 302  | 303  | 301  | 288  | 281  | 278  |
|               | 1968 | 1982 | 1990 | 2006 | 2013 | 2015 | 2017 | 2019 | 2020 | 2022 |